# Sielsowiet porieczeński
Sielsowiet porieczeński (ros. Пореченский сельсовет) – jednostka administracyjna (osiedle wiejskie) wchodząca w skład rejonu sudżańskiego w оbwodzie kurskim w Rosji.
Centrum administracyjnym sielsowietu jest sieło Czerkasskoje Poriecznoje.

## Geografia
Powierzchnia sielsowietu wynosi 123,27 km².

## Historia
Status i granice sielsowietu zostały określone ustawami z 2004 i z 2010 roku.

## Demografia
W 2017 roku sielsowiet zamieszkiwało 1508 mieszkańców.

## Miejscowości
W skład sielsowietu wchodzą miejscowości: Czerkasskoje Poriecznoje, Bachtinka, Zielonyj, Iwaszkowskij, Kiriejewka, Kosica, Leontjewka, Nowoczerkasskij, Prawda, Russkoje Poriecznoje.